# 松本弘樹
松本 弘樹（まつもと ひろき、1964年2月6日 - ）は日本の実業家、コンサルタント、証券アナリスト、金融経済評論家、作家。 グローバル・インベストメント・リサーチ株式会社代表取締役。
早稲田大学社会科学部卒業後、日本勧業角丸証券（現みずほ証券）で投資顧問、スミスニューコート証券（後メリルリンチ証券）、ドイチェモルガングレンフェル証券（ドイツ証券）でファンドマネジャー、金融法人担当を歴任した後、ソフトバンクに移籍し、イー・トレード証券の立ち上げに携わる。この時代に株式新聞にて、株式コラムを連載、その後独立。
現在、ヘッジファンドの調査・分析、上場企業の資本政策（ファイナンススキーム、資金調達のノウハウ等）に関するコンサルティング実務を行う傍ら、機関投資家から仕手グループに至るまで、業界の表・裏に精通した専門家として執筆活動を行っている。（社）日本証券アナリスト協会検定会員。
株式会社バナーズの相談役を2009年3月から5月まで務めた。

## 主な著作
- 『仕手の現場の仕掛人 －－ 真実の告白　誰も書かなかった株式錬金術のからくり』 （ダイヤモンド社）　2006年
- 『私なら絶対買わない投資信託』 （ダイヤモンド社）　2007年
- 『共生者 －－ 株式市場の黒幕とヤクザマネー』 （宝島社） 2008年10月
- 『株式市場の黒幕とヤクザマネー』(2008年刊の『共生者－－ 株式市場の黒幕とヤクザマネー』に文庫化のため加筆したもの)　（宝島社宝島SUGOI文庫）　2009年6月
- 『海外預金口座＆オフショアファンド －－ 完全活用ガイド』 （日本実業出版社）　2008年